# System Software 7
System Software 7 (nazwa kodowa: Big Bang; znany też jako Mac OS 7) – wersja systemu operacyjnego Mac OS, wydana 13 maja 1991 roku przez Apple Computer. Jest to najdłużej rozwijana wersja systemu Mac OS. Jego następcą jest Mac OS 8.

## Przejście na PowerPC
System 7.1.2 był pierwszą wersją dla komputerów Macintosh z procesorami PowerPC. Aplikacje, które nie obsługiwały procesorów PowerPC można uruchomić za pomocą wbudowanego w system emulatora Mac 68k.